# Milan Rodić
Milan Rodić (cyr. Милан Родић; ur. 2 kwietnia 1991 w Drvarze) – serbski piłkarz występujący na pozycji obrońcy w serbskim klubie Crvena zvezda.

## Kariera klubowa
Wychowanek OFK Beograd, z którego w lutym 2013 przeszedł do Zenitu Petersburg, podpisując z nim trzyipółletni kontrakt. We wrześniu 2013 został wypożyczony do Wołgi Niżny Nowogród. W sierpniu 2015 podpisał trzyletni kontrakt z Kryljami Sowietow Samara. W lipcu 2017 podpisał trzyletni kontrakt z Crveną zvezdą.

## Kariera reprezentacyjna
Były reprezentant Serbii do lat 21. 1 czerwca 2018 znalazł się w grupie 23 zawodników powołanych na mistrzostwa świata, a trzy dni później zadebiutował w reprezentacji Serbii w przegranym 0:1 meczu z Chile. W tym spotkaniu grał od 80. minuty, kiedy zastąpił Aleksandara Kolarova.